# Kingston, Insula Norfolk

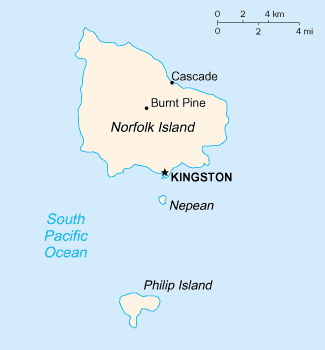
Locaţia oraşului Kingston în cadrul Insulei Norfolk

Kingston este capitala teritoriului nesuveran Insula Norfolk (din Oceania). Aici se află centrul legislativ, administrativ și juridic. Este al doilea cel mai vechi oraș din Australia și de aceea are o semnificație istorică ridicată, mai ales pentru locuitori.